# Nothing Else Matters
«Nothing Else Matters» (с англ. — «Остальное неважно») — рок-баллада американской рок-группы Metallica, выпущенная в 1991 году в альбоме «Metallica». В 1992 году песня достигла 11 места в чарте Hot Mainstream Rock Tracks. Певец Элтон Джон назвал композицию "одной из лучших песен когда-либо написанных".

## Структура
Структурно песня состоит из вступления, основной части, разделяемой проигрышем и соло, и концовки. Основная часть состоит из четырёх куплетов и трёх припевов между ними.
Начинается песня с минутного вступления (0:00 — 1:00), исполняемого на чистом звуке, пропущенным через 12 усилителей, после которого начинается первый куплет. Вступление просто состоит из перебора по четырём открытым струнам, и постепенно вырисовывается уже основная гармония песни.
Все куплеты в песне состоят из одного — трёх четверостиший, повторяющихся несколько раз. В каждом четверостишии первые три строчки объединены рифмой односложных слов (far — heart — are; way — way — say; you — new — view), последняя же строчка во всех трёх четверостишиях одинакова — «And nothing else matters…». Первый куплет содержит все три четверостишья, второй — только первое, третий — второе и третье, четвёртый — первое со слегка изменённой концовкой («No, nothing else matters»). Первые два припева абсолютно идентичны, третий же содержит ещё две строчки в начале, состоя, таким образом, из пяти строк, а не из трёх, как первые два. Строки припева идентично начинаются («Never cared for…»), лишь последняя строка («But I know») выделяется в этом отношении.
С началом первого куплета к гитаре подключаются ударная установка, играющая вплоть до начала четвёртого куплета. После второго припева начинается проигрыш (3:03 — 3:44), исполняемый на чистом звуке электрогитар. Соло (4:55 — 5:23) играет гитара, в конце (5:14) перестаёт играть ударная установка и вновь вступает электрогитара на чистом звуке, остающаяся до конца песни единственным инструментом. В завершении (5:45 — 6:28) снова играется тема вступления с постепенным затуханием. Однако в 1996—2008 годы на живых выступлениях ударная установка вступала лишь во втором куплете, а после гитарного соло песня заканчивалась.
В этой песне все гитарные партии, включая соло, были записаны Джеймсом Хэтфилдом. Оно построено на блюзовой гамме, а на концертах периода 1996—2008 годов оно немного отличалось от того, что звучало на записи.

## Кавер-версии
Из-за популярности песни и лёгкости исполнения (по сравнению с другими песнями группы) на неё было сделано большое количество кавер-версий. Среди исполнителей, сделавших кавер-версии, были:
- Фиби Бриджерс
- Apocalyptica — исполнила с свою версию песни для альбома Inquisition Symphony)
- String Quartet (Tribute to Metallica)
- Awaken[англ.] (альбом Party in Lyceum’s Toilets)
- Die Krupps
- Tulia — исполнен на польском языке
- Дэвид Гарретт
- Деклан Гэлбрейт (You and Me)
- Венский хор мальчиков
- Скотт Д. Дэвис[7]
- Godsmack
- Iron Horse
- Savatage
- Джо Линн Тёрнер (Metallic Attack: The Ultimate Tribute)
- Gregorian (Masters of Chant[англ.])
- Люси Сильвас
- La Musique Populaire (A Century of Song)
- Биф Нейкед[англ.] (Superbeautifulmonster)
- Angels of Venice
- Staind
- Apoptygma Berzerk
- Джон Олива, Бол Белч, Лемми и Грегг Биссонетт[англ.] (Metallica Assault: A Tribute to Metallica)
- Solarisis (Overload 2: Tribute to Metallica)
- Марко Масини, версия на итальянском, озаглавленная E Chi Se Ne Frega (с итал. — «Кому какое дело»). Текст не является переводом с английского[8].
- Буготак — новосибирская группа, исполнившая вариант песни на бурятском языке[9]
- Голландский диджей Zany и MC DV8, версия в стиле hardstyle
- Bif Naked
- Певица Шакира исполнила песню на одном из своих концертов[10]
- Deep Purple в дуэте с Kiss
- Lissie в альбоме каверов Covered Up With Flowers (2011)
- Vanilla Sky
- Виктория Ермольева[англ.] — украинская пианистка, исполняющая «тяжёлую» музыку на фортепиано.
- Doro (Dorothee) Pesch — немецкая певица, экс-вокалистка хэви-метал-группы Warlock, исполнившая вариант песни в альбоме 2012 года — Raise Your Fist

### Версия Майли Сайрус
7 января 2021 года было объявлено, что Майли Сайрус выпустит кавер-версию с участием Элтона Джона на фортепиано, барабанщика Чеда Смита из Red Hot Chili Peppers и виолончелиста Йо-Йо Ма. Продюсером песни будет Andrew Watt. В октябре 2020 года Сайрус также объявила, что планирует выпустить полный альбом каверов Metallica. Сайрус ранее исполняла «Nothing Else Matters» во время своего выступления в 2019 году в Гластонбери. 22 июня 2021 года в аккаунте Сайрус на Youtube вышел видеоклип. Эта версия вошла в альбом Элтона Джона The Lockdown Sessions, выпущенный в октябре 2021 года.

## Чарты и сертификации

### Чарты
| Чарт (1992—1993)                   | Позиция |
| ---------------------------------- | ------- |
| Австралия (ARIA)                   | 8       |
| Бельгия/Фландрия (Ultratop 50)     | 5       |
| Canada Top Singles (RPM)           | 41      |
| Франция (SNEP)                     | 10      |
| Германия (GfK)                     | 9       |
| Ireland (IRMA)                     | 3       |
| Italy (FIMI)                       | 7       |
| Нидерланды (Dutch Top 40)          | 5       |
| Новая Зеландия (Recorded Music NZ) | 11      |
| Швеция (Sverigetopplistan)         | 14      |
| Швейцария (Schweizer Hitparade)    | 5       |
| Великобритания (OCC UK Singles)    | 6       |
| США (Billboard Hot 100)            | 34      |
| США (Billboard Mainstream Rock)    | 11      |

| Чарт (1999—2000)            | Позиция |
| --------------------------- | ------- |
| Австрия (Ö3 Austria Top 40) | 6       |
| Швеция (Sverigetopplistan)  | 14      |

| Чарт (2007—2010)                    | Позиция |
| ----------------------------------- | ------- |
| Дания (Tracklisten)                 | 23      |
| Финляндия (Suomen virallinen lista) | 14      |
| Ирландия (IRMA)                     | 28      |
| Норвегия (VG-lista)                 | 3       |
| Швеция (Sverigetopplistan)          | 12      |
| Швейцария (Schweizer Hitparade)     | 10      |
| Великобритания (OCC UK Singles)     | 53      |

| Чарт (2012—2016)                | Позиция |
| ------------------------------- | ------- |
| Ирландия (IRMA)                 | 77      |
| Франция (SNEP)                  | 162     |
| Швейцария (Schweizer Hitparade) | 40      |

### Годовой чарт
| Чарт (1992)      | Позиция |
| ---------------- | ------- |
| Australia (ARIA) | 69      |

### Сертификации
| Регион                                                       | Сертификация | Продажи |
| ------------------------------------------------------------ | ------------ | ------- |
| Австралия (ARIA)                                             | Золотой      | 35 000^ |
| Австрия (IFPI Austria)                                       | Платиновый   | 50 000* |
| Бельгия (BEA)                                                | Платиновый   | 50 000* |
| Дания (IFPI Danmark)                                         | Платиновый   | 45 000^ |
| Италия (FIMI)                                                | Платиновый   | 50 000* |
| * Данные о продажах приведены только на основе сертификации. |              |         |